# اینگرید آئوزوالد
اینگرید آئوزوالد (آلمانی: Ingrid Auerswald؛ زادهٔ ۲ سپتامبر ۱۹۵۷) دونده زن اهل آلمان بود که در مسابقات کشوری و بین‌المللی در مجموع برندهٔ ۲ مدال طلا، ۱ مدال نقره و ۱ مدال برنز شده‌است.